# República Democràtica de l'Afganistan
La República Democràtica de l'Afganistan (paixtu: دافغانستان دمکراتی جمهوریت; dari: جمهوری دمکراتی افغانستان) fou un estat socialista establert a l'Afganistan pel Partit Democràtic Popular de l'Afganistan (PDPA) el 1978 durant la Revolució de Saur, i que va ser vigent fins al 1992.

## Política
El dia de la deposició de Muhammad Dawud Khan es formà un Consell Revolucionari de les Forces Armades, que el 30 d'abril de 1978 traspassà el comandament a Taraki, nomenat President del Presidium del Consell Revolucionari. La llista de caps d'estat de la república fou la següent:
- Abdul Qadir: del 27 al 30 d'abril de 1978.
- Nur Muhammad Taraki: del 3' d'abril de 1978 fins al 16 de setembre de 1979.
- Hafizul·là Amín: del 16 de setembre al 27 de desembre de 1979.
- Babrak Karmal: del 28 de desembre de 1979 fins al 24 de novembre de 1986.
- Haji Muhammad Txamkani: del 24 de novembre del 1986 fins al 30 de setembre de 1987.
- Mohammad Najibullah: del 30 de setembre al 30 de novembre del 1987.

El Consell Revolucionari era la màxima autoritat de l'Estat. Triava el Presidium i el President, que era el cap d'estat i de govern. El Consell Revolucionari deixà d'existir amb la Constitució de 1987, que restaurà la Loia Jirga. La Loia Jirga restaurà el nom anterior del país: República de l'Afganistan, i l'oficina del President de la República, que ocuparen dues persones: 
- Mohammad Najibullah: del 30 de novembre del 1987 fins al 16 d'abril del 1992.
- Abdul Rahim Hatef: del 16 al 28 d'abril del 1992.

El partit dominant era el PDPA, d'ideologia comunista, que estava dividit en dues branques: la Jalq («Poble», marxisto-leninistes) i la Parcham («Bandera», més moderats). La primera facció tingué predomini durant l'administració de Taraki. Quan tingué lloc la intervenció soviètica, els que no confiaven en l'ortodòxia comunista de la Jalq, promogueren els moderats, que predominaren fins al final de la República (en el cas d'Amín, tot i que originàriament membre de la Jalq, dirigí durant el seu breu govern una dura repressió contra els seus ex-camarades, àdhuc executant l'ex-president Nur Muhammad Taraki).

## Lleis
Dues setmanes després de la Revolució, la Constitució de 1977 fou abolida i reemplaçada per Les Trenta-Dues Línies Bàsiques dels Deures Revolucionaris, fins a la redacció d'una nova constitució, per a la qual es creà una comissió especialitzada. També es creà una Comissió Jurídica per fer conèixer els drets a la població i assegurar-se que la llei es complia a tot el país. Això no obstant, a mesura que la insurrecció islamista avançava, es produïren violacions dels drets humans per part de les forces de seguretat de la República (especialment el servei d'intel·ligència), així com dels islamistes.
Després de la intervenció soviètica, es promulgaren els Principis Fonamentals de la República Democràtica de l'Afganistan, una llei fonamental que garantia els drets dels ciutadans a la vida, a la seguretat, a la llibertat d'expressió, a l'associació i a la manifestació pacífica; establia el PDPA com el partit únic legal i el Consell Revolucionari com el poder suprem de l'Estat i que havia de reunir-se almenys dos cops a l'any; reconeixia tres formes de propietat: estatal, cooperativa i privada; establia també control estatal dels recursos naturals; expressava l'anhel de construir una nació lliure de l'explotació de l'home per l'home; i canviava la bandera per una de més tradicional.
El 1987 fou promulgada una nova Constitució, que fou esmenada el 1990. Aquesta carta magna abolia el Consell Revolucionari i restaurava la tradicional Loia Jirga i l'Assemblea Nacional, així com l'islam com a religió oficial de l'Estat.